# (224) Oceana
(224) Oceana ist ein Asteroid des mittleren Hauptgürtels, der am 30. März 1882 vom österreichischen Astronomen Johann Palisa an der Universitätssternwarte Wien entdeckt wurde.
Der Asteroid wurde benannt nach dem Pazifischen Ozean. Der Entdecker teilte nach seiner Rückkehr von der Sonnenfinsternis-Expedition am 6. Mai 1883 aus Honolulu mit, dass Gouverneur von Dessarts auf Tahiti diesem Asteroiden seinen Namen gegeben habe.

## Wissenschaftliche Auswertung
Aus Daten radiometrischer Beobachtungen in Infraroten am Kitt-Peak-Nationalobservatorium in Arizona vom Februar 1976 wurden für (224) Oceana erstmals Werte für den Durchmesser und die Albedo von 71 km und 0,08 bestimmt. Aus Ergebnissen der IRAS Minor Planet Survey (IMPS) wurden 1992 Angaben zu Durchmesser und Albedo für zahlreiche Asteroiden abgeleitet, darunter auch (224) Oceana, für die damals Werte von 61,8 km bzw. 0,17 erhalten wurden. Mit dem Satelliten Midcourse Space Experiment (MSX) wurden 1996 bis 1997 im Rahmen der Infrared Minor Planet Survey (MIMPS) Daten gewonnen, aus denen für den Asteroiden Werte für den mittleren Durchmesser und die Albedo von 57,9 km bzw. 0,19 bestimmt wurden. Eine Auswertung von Beobachtungen durch das Projekt NEOWISE im nahen Infrarot führte 2011 zu vorläufigen Werten für den Durchmesser und die Albedo im sichtbaren Bereich von 63,3 km bzw. 0,16. Nachdem die Werte nach neuen Messungen mit NEOWISE 2012 auf 62,4 km bzw. 0,17 geändert worden waren, wurden sie 2014 auf 58,2 km bzw. 0,24 korrigiert.
Eine spektroskopische Untersuchung von 820 Asteroiden zwischen November 1996 und September 2001 am La-Silla-Observatorium in Chile ergab für (224) Oceana eine taxonomische Klassifizierung als X- bzw. T-Typ.
Photometrische Messungen des Asteroiden fanden erstmals statt vom 28. August bis 29. Oktober 1978 am Table Mountain Observatory in Kalifornien. Aus der aufgezeichneten Lichtkurve wurde eine Rotationsperiode von 18,93 h abgeleitet, aber eine Periode von der halben Länge konnte nicht ausgeschlossen werden. Auch eine zusätzliche Beobachtung am 18. Dezember 1979 brachte keine neuen Erkenntnisse. Eine neue Beobachtung vom 19. bis 25. Januar 2006 am Palmer Divide Observatory in Colorado bevorzugte dann aber die kürzere Periode mit einem abgeleiteten Wert von 9,385 h. Auch die Auswertung radarastronomischer Untersuchungen am Arecibo-Observatorium vom 12. bis 18. Oktober 2004 bei 2,38 GHz unterstützten die kürzere Periode. Aufgrund der Radar-Albedo konnte ein deutlicher Metallgehalt des Asteroiden nicht ausgeschlossen werden, während der hohe Polarisationsgrad auf eine raue Oberfläche im cm- bis m-Maßstab hindeutete.
Zur möglichen Klärung der widersprüchlichen Ergebnisse wurde eine erneute photometrische Beobachtung des Asteroiden vom 4. März bis 1. Mai 2011 am Organ Mesa Observatory in New Mexico durchgeführt. Aus den gemessenen Daten wurde eine Rotationsperiode von 9,401 h bestimmt und die doppelt so lange Periode konnte nun definitiv ausgeschlossen werden. Auch die Italian Amateur Astronomers Union (UAI) untersuchte (224) Oceana während zwei Kampagnen an jeweils zwei Observatorien in Italien. Bei Beobachtungen vom 24. Januar bis 22. Februar 2019 wurde eine Rotationsperiode von 9,404 h abgeleitet, während vom 12. September bis 2. Oktober 2021 ein Wert von 9,398 h erhalten wurde.